# ان‌جی‌سی ۶۵۸۹
ان‌جی‌سی ۶۵۸۹ (انگلیسی: NGC 6589) یک سحابی بازتابی است که در صورت فلکی کمان قرار دارد و توسط ترومن هنری سافورد در ۲۸ اوت ۱۸۶۷ میلادی کشف شد.